# Henri Nayrou
Pour les articles homonymes, voir Nayrou.
Henri Nayrou, né le 21 novembre 1944 à Suc-et-Sentenac (Ariège), est un homme politique français qui fut aussi journaliste (ancien rédacteur en chef de Midi olympique).

## Biographie
Il est journaliste au sein de la rédaction du Midi olympique dont il a été le rédacteur en chef et le directeur jusqu’en 1997.
Il est réélu député le 16 juin 2002, pour la XIIe législature (2002-2007), et réélu le 17 juin 2007 dans la 2e circonscription de l'Ariège.
Lors des législatives de 2012, il n'est pas candidat à sa succession,. C'est son suppléant, Alain Fauré qui lui succède dans la 2e circonscription de l'Ariège.
Succédant à Augustin Bonrepaux en fonction depuis 2001 et démissionnaire, il est élu président du conseil général de l'Ariège le 3 novembre 2014,.
En mars 2015, il est élu conseiller départemental du canton du Couserans Ouest en tandem avec Christine Gaston. Henri Nayrou est réélu à la présidence du département le 2 avril suivant,. Il démissionne de son poste de président du conseil départemental le 22 octobre 2019. Christine Téqui lui succède à la tête du département, par intérim à partir du 24 octobre, puis est élue le 8 novembre 2019.

## Responsabilités
- Président du Conseil d'administration du Centre hospitalier Ariège Couserans (CHAC)
- Président du syndicat mixte chargé de la gestion de la station de sports d'hiver de Guzet
- Président du Golf Club de l'Ariège (jusqu'en 2015)
- Président de l'Association nationale des élus de la Montagne (ANEM)

## Mandats
- 6 mars 1983 - 12 mars 1989 : adjoint au maire de La Bastide-de-Sérou
- 17 avril 1983 - 27 juin 2021 : membre du conseil général puis départemental de l'Ariège
- 18 mars 1985 - 22 mars 1998 : vice-président du conseil général de l'Ariège
- 20 mars 1989 - 2001 : maire de La Bastide-de-Sérou
- 1er juin 1997 - 17 juin 2007 : député de la Deuxième circonscription de l'Ariège
- 19 mars 2001 - 28 mars 2004 : vice-président du conseil général de l'Ariège
- 17 juin 2007 - 17 juin 2012 : député de la Deuxième circonscription de l'Ariège
- 3 novembre 2014 - 24 octobre 2019 : président du conseil départemental de l'Ariège